# Willem Breukerbrug
De Willem Breukerbrug (brug 2326) is een bouwkundig kunstwerk in Amsterdam-Centrum. De brug heette tot 10 januari 2024 Zouthavenbrug.

## Brug
De blauwgrijze metallic-kleurige brug werd verlangd tijdens de bouw van het Muziekgebouw aan 't IJ, dat op een soort schiereiland ligt aan de Piet Heinkade. Om publiek een directe toegang tot en uitgang van het muziekgebouw te geven moest er een verbinding komen tussen die kade en het gebouw. De brug dient als trap tussen de kade op maaiveldniveau en de toegang tot het muziekgebouw dat flink boven het maaiveldniveau ligt. Architect Hans van Heeswijk ontwierp in 2000 een brug in de vorm van een loopplank. Hij wilde daarmee het nautisch karakter van de omgeving benadrukken. De 66 meter lange en 120.000 kilogram wegende brug werd in 2004 opgeleverd. Na de installatie uitgevoerde trillingsproeven gaven aanleiding nog dempers te plaatsen. De overspanning van de brug is geïnspireerd op een wervelkolom van een twintigtal spanten. Aan de onderzijde van de brug houden spankabels de brug stabiel. De brug lijkt geïnspireerd op de uit 2000 stammende Millennium Bridge, die vlak na opening tijdelijk moest worden afgesloten omdat de brug de voetgangers angstig maakte vanwege trillingen. 
Door de steilheid is de brug niet toegankelijk voor rolstoelers of mensen die slecht ter been zijn en/of last hebben van hoogtevrees; de brug biedt namelijk ook vrij uitzicht op de omgeving en diepte. Onder de brug kunnen toeristen vanuit de Passengers Terminal Amsterdam de rondvaartboten bereiken. 

## Naam
De brug ging vanaf de oplevering door het leven als de Zouthavenbrug naar het onderliggende water (Zouthaven). Dat was vernoemd naar de voormalige zouthaven, die hier lag, maar voor de bouw alhier onder het zand verdween, maar later weer werd uitgegraven. Een naamplaat aan de zijde van het muziekgebouw vermeldde Willem Breukerbrug, een vernoeming naar componist Willem Breuker. Deze naam werd pas op 10 januari 2024 officieel vastgelegd.

## Kunst
De brug werd in 2015 ook onderdeel van een kunstproject. Grafisch ontwerpers Hans Bockting en Sabine Bockting Reinhardt ontwierpen voor PostNL tien postzegels met daarop moderne bruggen. De bruggen werden afgebeeld op zegels van 36 bij 25 millimeter; er werden 190.000 vellen gedrukt met daarop de 10 bruggen; elke postzegel kreeg de waarde “1” mee, bestemd voor brieven tot 20 gram. Andere afgebeelde bruggen zijn de Brug Hollandsch Diep (2006) nabij Moerdijk, Ehzerbrug bij Almen (met bouwjaar 1946 de oudste brug), Kolenhavenbrug (2004) in Delft, Tuibrug (1989) bij Heusden, Jan Waaijerbrug (2014) bij Zoetermeer, De Oversteek (2003) bij Nijmegen, de Zeelandbrug, de Hanzeboog (2011) nabij Zwolle en de Nesciobrug (2006) nabij Amsterdam. Voor de Zeelandbrug betekende het dat ze na 1968 voor de tweede maal op postzegels werd afgebeeld.

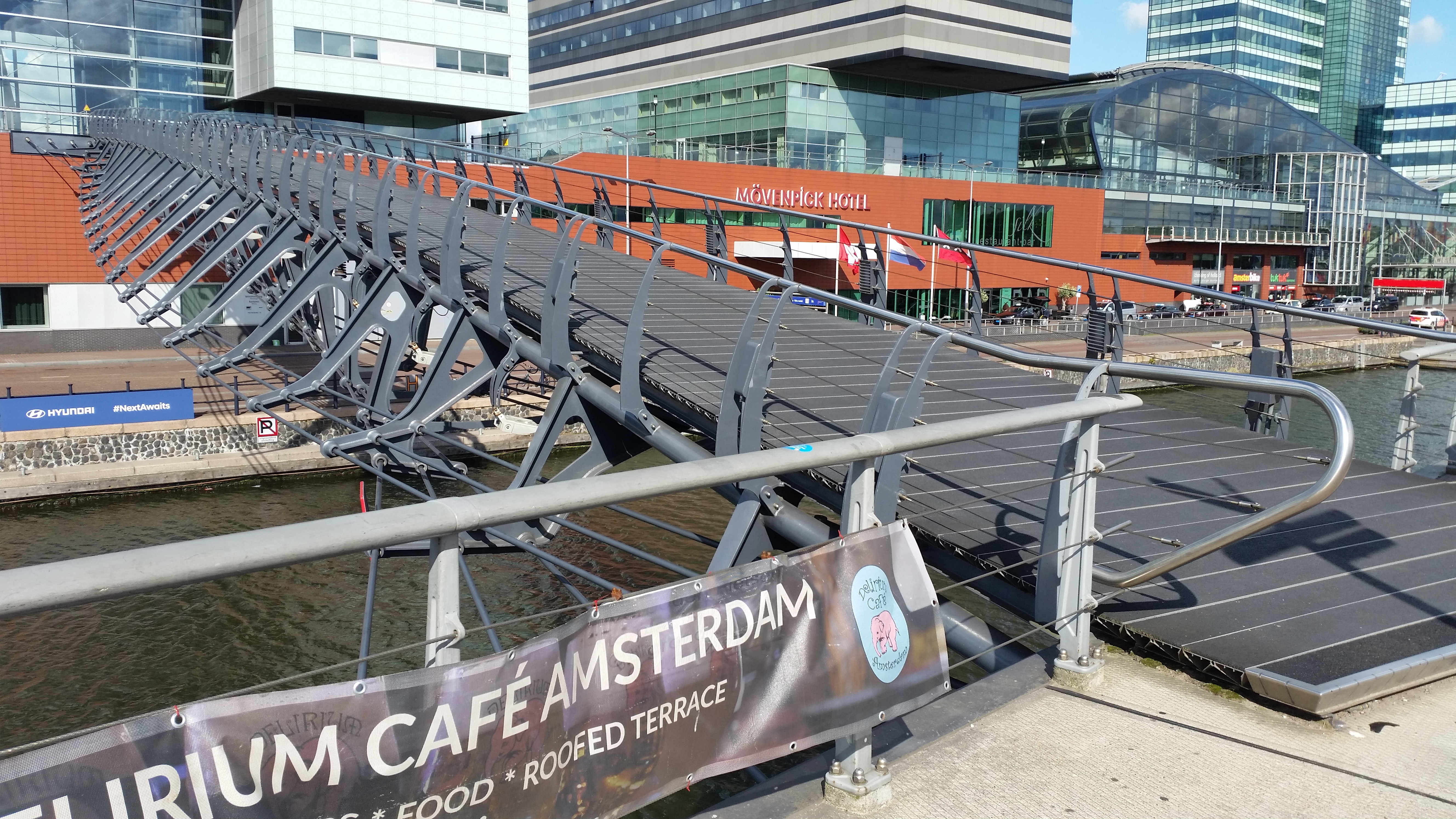
Zijaanzicht van Zouthavenbrug (september 2019)

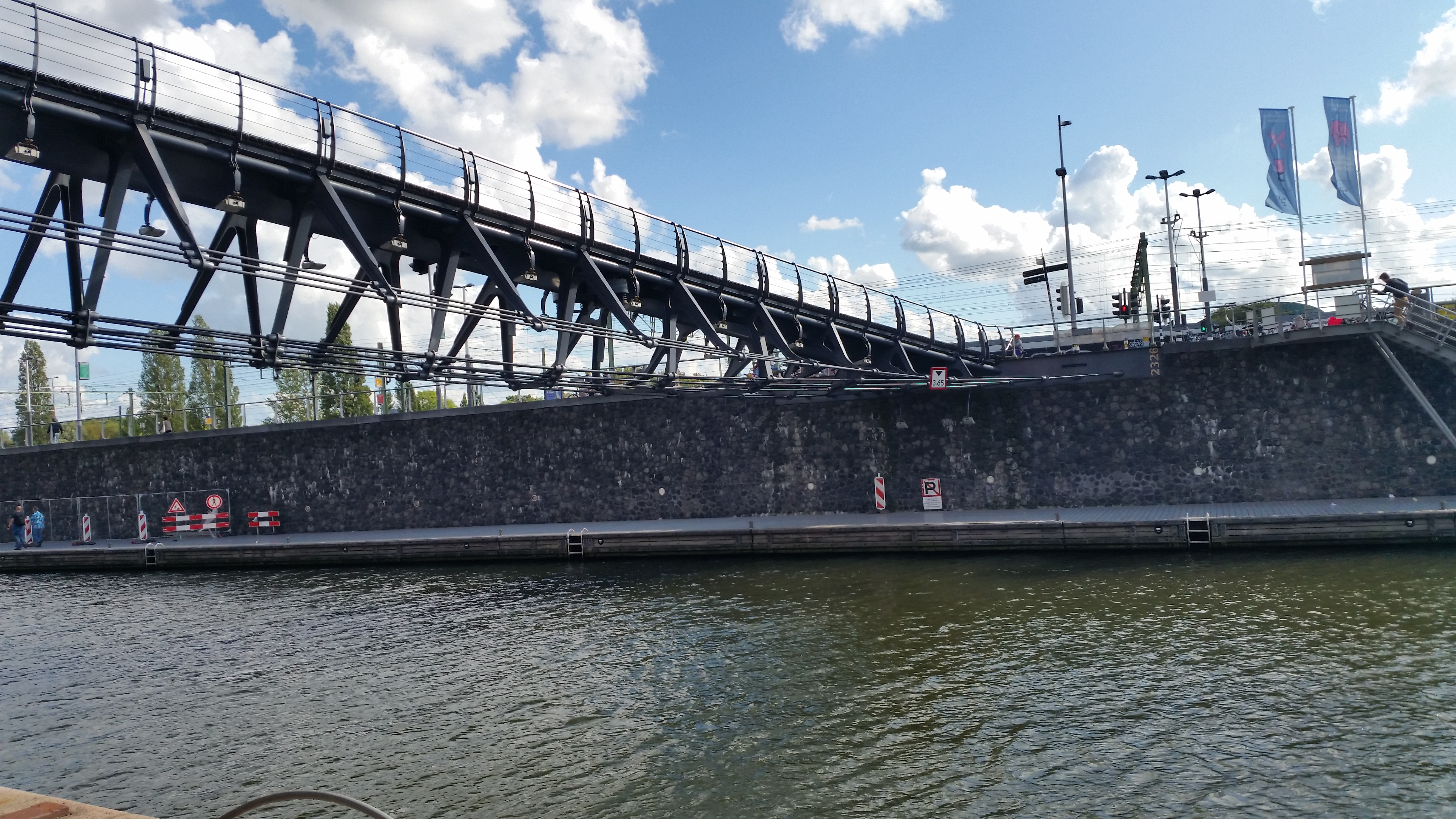
Zouthavenbrug naar Piet Heinkade (september 2019)

1. ↑  Burgemeester en wethouders, Amsterdam 10 januari 2024 (geraadpleegd 11 januari 2024). Gearchiveerd op 11 januari 2024. Geraadpleegd op 11 januari 2024.